# Ри Кван Мин
Ри Кван Мин (кор. 리관명, 13 сентября 1982, Пхеньян, КНДР) — северокорейский футболист, полузащитник. Выступал за сборную КНДР.

## Клубная карьера
Он начинает играть в профсоюзе северокорейских железнодорожников «Локомотив» из Синыйджу. Ри Кван-мён присоединился к российскому клубу «Крылья Советов» из Самары в 2006 году вместе с земляком Цой Мин Хо, став одним из первых северокорейских игроков, не игравших на Корейском полуострове или в Японии. Однако он не провёл в основном составе с ни одной встречи, проведя несколько игр с дублем.

## Карьера в сборной
3 ноября 2003 года в Бейруте в матче против сборной Ливана к отборочному турниру Кубка Азии дебютировал за КНДР, выйдя на замену вместо Ён Енг Чола.